# 피시볼 (대화)

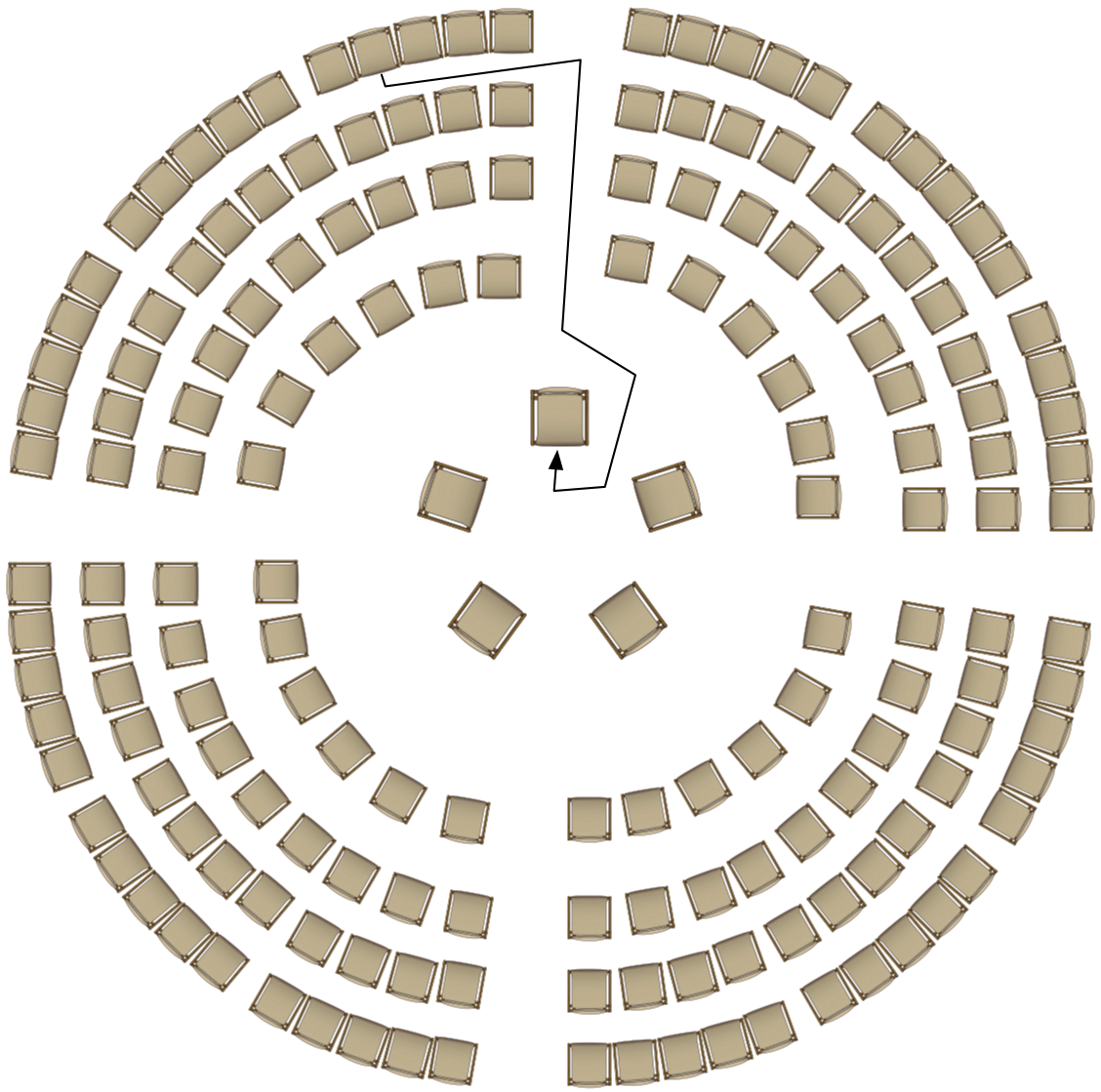

피시볼(fishbowl) 대화는 대규모 그룹 내에서 주제를 논의할 때 사용할 수 있는 대화 형식이다. 피시볼 대화는 언콘퍼런스와 같은 참여형 행사에서도 가끔 사용된다. 피시볼의 장점은 전체 그룹이 대화에 참여할 수 있다는 것이다. 여러 사람이 토론에 참여할 수 있다.

## 장점
피시볼 대화의 장점은 대규모 그룹에 적합하다는 것이다. 또한 발표자와 청중 사이의 차이를 줄여준다. 개방된 피시볼(open fishbowl)은 토론 참여가 언제든지 모든 구성원에게 열려 있기 때문에 종종 매우 민주적인 것으로 간주된다. 이로 인해 참여형 그룹 회의 및 컨퍼런스에서 피시볼이 인기를 얻었다.

## 문제
피시볼은 내성적이거나 수줍음이 많은 사람들이 기여하려는 포럼이 아니다. 이들을 포함시키려면 대화를 훨씬 더 작은 그룹으로 나누어 그들이 편안하게 주제를 토론할 수 있도록 하는 것이 가능하다. 이들의 의견은 포스트잇 수집 활동이나 자신이 가치 있게 생각하는/교체하고 싶은 의견에 대한 실시간 투표를 통해 사전에 수집될 수 있다.

## 같이 보기
- 대화
- 퍼블릭 코멘트